# Повстин
Повстин (укр. Повстин) — село,
Великокручанский сельский совет,
Лубенский район,
Полтавская область,
Украина.
Код КОАТУУ — 5323881003. Население по переписи 2001 года составляло 566 человек.

## Географическое положение
Село Повстин находится на правом берегу реки Удай,
выше по течению на расстоянии в 1 км расположено село Великая Круча,
ниже по течению на расстоянии в 3 км расположено село Карпиловка (Лубенский район),
на противоположном берегу — сёла Деймановка и Шкураты.
Река в этом месте извилистая, образует лиманы, старицы и заболоченные озёра.
Рядом проходит автомобильная дорога М-03.
Рядом с селом находится городище древнерусского города Полкостеня.

## История
В 3 км восточнее села, на краю правого коренного берега реки Удай, полукруглое (140х70 м) городище — остатки древнерусского Полкостеня, впервые упомянутого в летописи под 1125 г. С трёх сторон, кроме северной, обращенной к реке, поселение обнесено валом (выс. 10 м) и рвом (шир. 12 м, глуб. 4 м).
Культ. сл.[прояснить] поселения содержит отложения древнерусского (XI—XIII вв.) времени. Рядом расположено открытое синхронное селище. // А.В.Куза. Древнерусские городища X—XIII вв. Свод археологических памятников. ( Москва, 117192, Мичуринский пр-т, 1, "Христианское издательство" ).
Михайловская церковь известна с 1763 года
Село указано на подробной карте Российской Империи и близлежащих заграничных владений 1816 года 
1818 году владельцем села (с 141 крепостными муж.п.) был Троцкий Алексей Георгиевич (ок.1759-?), пирятинский поведовый земской судья, тесть Паскевича С.Ф. (1785-1840), статского советника, Слободско-Украинского вице-губернатора, Тамбовского, Курского и Владимирского гражданского губернатора.

## Уроженцы
- Антоний (Смирницкий) - архиепископ Русской Церкви 19 века.

## Экономика
- «Повстин», ОАО.
- «Аграрник», ООО.
- ООО «Повстинагроальянс».

## Объекты социальной сферы
- Школа.
- Дом культуры.